# Тугр
Тугр — река в Ханты-Мансийском АО России. Устье реки находится в 60 км по правому берегу реки Емъюган. Длина реки составляет 27 км. В 6 км от устья по правому берегу впадает река Сорумпузе.

## Данные водного реестра
По данным государственного водного реестра России относится к Нижнеобскому бассейновому округу, водохозяйственный участок реки — Северная Сосьва, речной подбассейн реки — Северная Сосьва. Речной бассейн реки — (Нижняя) Обь от впадения Иртыша.